# Liste der französischen Botschafter in der Türkei
Die französische Auslandsvertretung im Osmanischen Reich wird in der Liste französischer Botschafter an der Hohen Pforte dargestellt.
Vom 29. Oktober 1914 bis zum Kriegseintritt der USA am 6. April 1917 mit dem Deutschen Reich bzw. am 21. April 1917 mit dem Osmanischen Reich wurden die Interessen von französischen Staatsbürgern im Osmanischen Reich durch die diplomatische Vertretung der USA wahrgenommen. Anschließend wurden diese Aufgaben von der diplomatischen Vertretung der Niederlande übernommen. Der konsularischen Aufgaben im Amtsbezirk Palestina wurden durch die Vertretung des Königreich Spanien wahrgenommen.

## Botschafter
| Ernennung Akkreditierung | Name                                | Bemerkungen | ernannt von              | akkreditiert bei der Regierung | Posten verlassen |
| ------------------------ | ----------------------------------- | --- | ------------------------ | ------------------------------ | ---------------- |
| 1925                     | Albert Sarraut                      | Wurde am 15. Mai 1925 zum Botschafter befördert. | Gaston Doumergue         | Ali Fethi Bey                  |                  |
| 1926                     | Nosky Georges Henri Émile Daeschner | | Gaston Doumergue         | Ali Fethi Bey                  |                  |
| 1928                     | Louis Charles Pineton de Chambrun,  | Von 1934 bis Oktober 1936 Botschafter in Rom | Gaston Doumergue         | Ali Fethi Bey                  |                  |
| 1933                     | Albert Kammerer                     | | Albert Lebrun            | Ali Fethi Bey                  |                  |
| 1936                     | Henri Ponsot                        | | Albert Lebrun            | Ali Fethi Bey                  |                  |
| 1938                     | René Massigli                       | | Albert Lebrun            | Celâl Bayar                    | 1940             |
| 1940                     | Jules Henry                         | Jules Henry war nach Georges Bonnet Geschäftsträger in Washington, anschließend leitete er die Abteilung Amerika am Quai d’Orsay,                         | Albert Lebrun            | Refik Saydam                   |                  |
| 1941                     | Jean Helleu                         | (* 1885; † 1955) Vom 7. Juni 1943 bis 23. November 1943 Generaldelegierter im Völkerbundmandat für Syrien und Libanon                                     | Philippe Pétain          | Refik Saydam                   |                  |
| 1942                     | Gaston Bergery                      | Gaston Bergery war im Juni 1941 zum Botschafter in Moskau ernannt worden.                                                                                 | Philippe Pétain          | Ahmet Fikri Tüzer              | 1944             |
| 1944                     | Gaston Maugras                      | 1924–1925, französischer Generalkonsul in Jerusalem, 1928 Gaston Maugras, Haut Commissaire de la République Française.                                    | Charles de Gaulle        | Ahmet Fikri Tüzer              |                  |
| 1948                     | Jean Lescuyer                       | 1940 Gesandter in Bagdad, Von 1946 bis 1948 Botschafter in Mexiko                                                                                         | Vincent Auriol           | Hasan Saka                     |                  |
| 1952                     | Jacques Tarbé de Saint-Hardouin     | | Vincent Auriol           | Adnan Menderes                 |                  |
| 1955                     | Jean-Paul Garnier                   | Ab 24. September 1949 Botschafter in Den Haag, von 20. April 1959 bis 1961 Botschafter in Prag, von 1961 bis 1965 Botschafter in Neu-Delhi und Kathmandu. | René Coty                | Adnan Menderes                 |                  |
| 1957                     | François Henry Spitzmüller          | 1941 Botschafter von Philippe Pétain in Bukarest 1942 Presseattaché in Lissabon, 1951 Leiter der Kulturabteilung bei André François-Poncet                | René Coty                | Adnan Menderes                 |                  |
| 1963                     | Bernard Hardion                     | 1945 bis 1947 Geschäftsträger in Madrid, 1960 Botschafter in Rio de Janeiro.                                                                              | Charles de Gaulle        | Ismet Inönü                    |                  |
| 1965                     | Gontran Baron Begoügne de Juniac    | (* 17. April 1908) Von 1949 bis 1955 Botschaftsrat in Washington (DC), 1970 bis 1973 Botschafter in Brüssel.                                              | Charles de Gaulle        | Suad Hayri Ürgüplü             |                  |
| 1970                     | Arnaud Wapler                       | 1962 Geschäftsträger in London, von März 1968 bis April 1970 Botschafter in Warschau.                                                                     | Georges Pompidou         | Suad Hayri Ürgüplü             |                  |
| 1973                     | Roger Vaurs                         | 1958–1960 Presseattaché in Washington 1983 bis 1985 Botschafter in Rabat, 1982 Botschafter in Brüssel.                                                    | Georges Pompidou         | Mehmet Naim Talu               |                  |
| 1977                     | Emile Cazimajou                     | Von 1966 bis 1968 Leiter der direction des affaires économiques et financières (DAEF), Botschafter ab 17. Mai 1982 bei der OECD                           | Valéry Giscard d’Estaing | Süleyman Demirel               |                  |
| 1981                     | Fernand Rouillon                    | (* 1920) war secrétaire d'ambassade au Canada, au Maroc et en Grèce, Wurde am 1. Mai 1975 Botschafter in Damaskus.                                        | François Mitterrand      | Bülent Ulusu                   |                  |
| 1985                     | Philippe Louët                      | 1992 Ambassadeur Extraordinaire et Plénipotentiaire de France Stockholm, 1988–1989 Europarat.                                                             | François Mitterrand      | Turgut Özal                    |                  |
| 1988                     | Éric Rouleau                        | | François Mitterrand      | Turgut Özal                    |                  |
| 1991                     | François Dopffer                    | 2000 bis 2002 Botschafter in Kairo | François Mitterrand      | Mesut Yilmaz                   |                  |
| 1996                     | Daniel Lequertier                   | 2002 bis 2004 Botschafter in Lissabon | Jacques Chirac           | Necmettin Erbakan              |                  |
| 1999                     | Jean-Claude Cousseran               | | Jacques Chirac           | Mustafa Bülent Ecevit          |                  |
| 2000                     | Bernard Garcia                      | | Jacques Chirac           | Mustafa Bülent Ecevit          |                  |
| 2004                     | Paul Poudade                        | 1991 bis 1993 Botschafter in Guatemala, 2007 Leiter der Abteilung Osteuropa am Quai d' Orsay                                                              | Jacques Chirac           | Recep Tayyip Erdoğan           |                  |
| 2007                     | Bernard Emié                        | (* 6. September 1958) | Nicolas Sarkozy          | Recep Tayyip Erdoğan           |                  |
| 2011                     | Laurent Bili                        | | Nicolas Sarkozy          | Recep Tayyip Erdoğan           |                  |
| 2015                     | Charles Fries                       | | François Hollande        | Recep Tayyip Erdoğan           |                  |
| 2020                     | Hervé Magro                         | | Emmanuel Macron          | Recep Tayyip Erdoğan           |                  |